# Costești (Buzău)
Costești is een Roemeense gemeente in het district Buzău.
Costești telt 4698 inwoners.